# Ewinów
Ewinów – wieś w Polsce położona w województwie wielkopolskim, w powiecie tureckim, w gminie Przykona.
W latach 1975–1998 miejscowość administracyjnie należała do województwa konińskiego.

## Zabytki
- Na wschód od Ewinowa zachowały się wały grodu funkcjonującego we wczesnym średniowieczu. Badania archeologiczne wykazały, że wały miały konstrukcję skrzyniową i na podstawie badania dendrochronologicznego stwierdzono, że grodzisko powstało niedługo po roku 900[3]. Grodzisko jest znane też pod nazwą Smulska Góra lub Człopy.